# Черкассы (Пензенская область)
 Черкассы  —  деревня в Колышлейском районе Пензенской области. Входит в состав Потловского сельсовета.

## География
Находится в южной части Пензенской области на расстоянии приблизительно 16 км на северо-запад от районного центра поселка Колышлей.

## История
Основана в начале XX века крестьянами села Черкасск (предположительно). Существовали поселки Черкасский №1 и Черкасский №2, какое-то время отмечался как поселок Новочеркасский. Численность населения составляла 89 человек (1911 год), в том числе №1 – 49, №2–40, 93 (1930 год), 116 (1939), 55 (1959), 11 (1979), 3 (1989), 6 (1996).

## Население
Население составляло 7 человек (русские 100%) в 2002 году, 2 в 2010.